# Unione Sportiva Fiorenzuola 1922 1995-1996
Questa pagina raccoglie le informazioni riguardanti l'Unione Sportiva Fiorenzuola 1922 nelle competizioni ufficiali della stagione 1995-1996.

## Stagione
Nella stagione 1995-1996 il Fiorenzuola disputa il terzo campionato della sua storia in Serie C1, venendo inserito nel girone A.
Dopo aver sfiorato la promozione nella stagione precedente, perdendo ai rigori la finale play-off contro la Pistoiese, il tecnico Giancarlo D'Astoli viene confermato alla guida dei rossoneri.
Grazie ai risultati dell'anno prima, per la seconda volta consecutiva il Fiorenzuola viene inserito nel tabellone della Coppa Italia, mentre in Coppa Italia Serie C entra nella competizione direttamente dagli ottavi di finale come finalista perdente dei play-off 1994-1995.
La prima stagionale, il 20 agosto, è il primo turno di Coppa Italia disputatosi al Comunale che vede il Fiorenzuola imporsi per 2-1 sul Brescia (militante in Serie B) dopo i tempi supplementari con reti di Bottazzi e Clementi a rimontare la rete bresciana di Baronio. La settimana dopo, il 27 agosto, si disputa la prima giornata di campionato con il Fiorenzuola che non va oltre allo 0-0 in casa del Monza. il 30 agosto, nel secondo turno di Coppa Italia, i rossoneri incrociano una squadra di Serie A, il Torino, ma, nonostante la differenza di categoria, riescono comunque a vincere per 2-1 con rete decisiva di Clementi dopo che Dionigi aveva pareggiato il gol iniziale di De Min. Grazie a questa vittoria il Fiorenzuola si qualifica per la prima volta nella sua storia agli ottavi di finale di Coppa Italia, dove si trova di fronte l'Inter.

La punizione di Scazzola del momentaneo pareggio nella partita di Coppa Italia contro l'Inter

L'inizio di campionato è positivo e, dopo nove giornate, alla vigilia della sfida con l'Inter, il Fiorenzuola guida il campionato con 19 punti, uno in più di Ravenna, Spal ed Empoli. La partita con l'Inter, il 24 ottobre, viene giocata non a Fiorenzuola, ma nel più capiente Stadio della Galleana di Piacenza. I milanesi passano subito a condurre grazie al gol di Carbone, ma sono poi raggiunti da una punizione di Scazzola. Nel secondo tempo Gianluca Festa riporta in vantaggio i nerazzurri, i valdardesi hanno un'occasione per pareggiare con Milanetto, ma non riescono a concretizzare, venendo così eliminati.
In seguito i rossoneri accusano un brusco calo, totalizzando solo due vittorie fino al termine del girone d'andata, chiuso comunque in piena zona play-off, al quarto posto con 28 punti. Tra la fine del girone d'andata e l'inizio del girone di ritorno i valdardesi disputano anche gli ottavi di finale di Coppa Italia Serie C nei quali eliminano il Lecco (squadra di Serie C2) con due pareggi (1-1 a Lecco e 0-0 a Fiorenzuola) grazie alla regola dei gol fuori casa.
Nel girone di ritorno la crisi del Fiorenzuola non accenna a passare e nelle prime otto giornate i rossoneri ottengono solo altre due vittorie per un totale di 8 punti, uscendo dalla zona play-off, superati da Monza e Como. Il 15 marzo il Fiorenzuola viene eliminato dalla Coppa Italia perdendo per 3-0 in casa dell'Acireale (militante nel girone B di Serie C1) il ritorno dei quarti di finale dopo che la gara d'andata era stata vinta per 1-0 con una rete di Milanetto. I risultati negativi portano la società a prendere una decisione drastica e, dopo quest'ultima partita, D'Astoli viene esonerato e il suo posto preso da Ugo Tomeazzi che la stagione precedente era retrocesso in C2 col Modena (i canarini erano stati poi successivamente ripescati).
Con il nuovo allenatore il rendimento del Fiorenzuola non migliora più di tanto, nonostante questo, grazie ai pochi punti conquistati da Como e Monza e a due vittorie consecutive (contro Prato ed Empoli) alla trentesima e alla trentunesima giornata il Fiorenzuola occupa il quarto posto in classifica a tre giornate dal termine con 47 punti, uno in più del Como e due in più del Monza. Il 12 maggio, per la trentaduesima giornata, allo Stadio Giuseppe Sinigaglia si disputa lo scontro diretto tra Como e Fiorenzuola, vinto per 3-0 dai primi che effettuano il sorpasso piazzandosi al quarto posto con un punto di vantaggio su Fiorenzuola e Monza bloccato sull'1-1 dal Montevarchi. Alla penultima giornata si gioca lo scontro diretto tra Como e Monza che viene vinto per 1-0 dai monzesi che si trovano così a 50 punti al pari del Fiorenzuola, vincente per 2-1 sul Montevarchi, con due punti di vantaggio sul Como.
All'ultima giornata il Como batte per 3-0 il già retrocesso Leffe, il Monza pareggia 1-1 con la Spal, già sicura dell'accesso ai play-off, mentre il Fiorenzuola pareggia 1-1 contro la Pro Sesto: le tre squadre si trovano così appaiate a quota 51 e per stabilire le qualificate per i play-off si ricorre alla classifica avulsa che recita Monza 10, Como 4 e Fiorenzuola 2. I valdardesi risultano così esclusi dai play-off.
A fine stagione il giocatore più presente è Rubini con 37 partite disputate, mentre il più prolifico è Clementi con 11 reti.

## Organigramma societario
Fonte:
Area direttiva
- Presidente: Antonio Villa
- Vicepresidente: Roberto Bricchi
- Segretario: Angelo Gardella

Area tecnica
- Direttore sportivo: Riccardo Francani
- Allenatore: Giancarlo D'Astoli, dal 15 marzo 1996 Ugo Tomeazzi
- Allenatore in seconda: Paolo Guarnieri

Area sanitaria
- Medico sociale: Giovanni Tamarri
- Massaggiatore: Bruno Mattellini

## Rosa
Fomte:
Sono in corsivo i giocatori che hanno lasciato la società durante la stagione.
| N. |                      | Ruolo | Calciatore              |
| -- | -------------------- | ----- | ----------------------- |
|    | Italia (bandiera)    | P     | Luca Mordenti           |
|    | Argentina (bandiera) | P     | Hugo Rubini             |
|    | Italia (bandiera)    | D     | Rocco Crippa (capitano) |
|    | Italia (bandiera)    | D     | Andrea Da Rold          |
|    | Italia (bandiera)    | D     | Andrea Di Cintio        |
|    | Italia (bandiera)    | D     | Paolo Foglio            |
|    | Italia (bandiera)    | D     | Roberto Galletti        |
|    | Italia (bandiera)    | D     | Massimo Oddo            |
|    | Italia (bandiera)    | D     | Pietro Turrà            |
|    | Italia (bandiera)    | C     | Andrea Bottazzi         |

| N. |                   | Ruolo | Calciatore           |
| -- | ----------------- | ----- | -------------------- |
|    | Italia (bandiera) | C     | Ezio Brevi           |
|    | Italia (bandiera) | C     | Emiliano Centanni    |
|    | Italia (bandiera) | C     | Alessandro Ferronato |
|    | Italia (bandiera) | C     | Omar Milanetto       |
|    | Italia (bandiera) | C     | Cristiano Scazzola   |
|    | Italia (bandiera) | C     | Cristian Trapella    |
|    | Italia (bandiera) | C     | Stefano Vecchi       |
|    | Italia (bandiera) | A     | Claudio Clementi     |
|    | Italia (bandiera) | A     | Michele De Min       |
|    | Italia (bandiera) | A     | Claudio Nitti        |

## Calciomercato

### Sessione estiva
I nuovi acquisti della sessione estiva del calciomercato sono il portiere Mordenti in prestito dal Torino, il difensore Oddo in prestito dal Milan, il difensore Turrà dalla Massese, il centrocampista Ferronato svincolatosi dal Crevalcore e l'attaccante De Min dal Montevarchi.
Se ne vanno il portiere Serena (al Capriolo nel Campionato Nazionale Dilettanti), i difensori Gorrini in prestito al Valdagno, Martinelli al Trapani, Perini al Mantova e Terrera che torna alla Juventus per fine prestito. Il centrocampista Mazzaferro passa al Catania e l'attaccante Serioli si trasferisce al Cittadella.
| Acquisti | Acquisti             | Acquisti    | Acquisti   |
| R.       | Nome                 | da          | Modalità   |
| -------- | -------------------- | ----------- | ---------- |
| P        | Luca Mordenti        | Torino      | prestito   |
| D        | Massimo Oddo         | Milan       | prestito   |
| D        | Pietro Turrà         | Massese     |            |
| C        | Alessandro Ferronato |             | svincolato |
| A        | Michele De Min       | Montevarchi |            |

| Cessioni | Cessioni           | Cessioni   | Cessioni      |
| R.       | Nome               | a          | Modalità      |
| -------- | ------------------ | ---------- | ------------- |
| P        | Roberto Serena     | Capriolo   |               |
| D        | Andrea Gorrini     | Valdagno   | prestito      |
| D        | Luigi Martinelli   | Trapani    |               |
| D        | Stefano Perini     | Mantova    |               |
| D        | Daniel Terrera     | Juventus   | fine prestito |
| C        | Andrea Mazzaferro  | Catania    |               |
| A        | Gianfranco Serioli | Cittadella |               |

### Sessione autunnale
Durante la sessione autunnale di calciomercato se ne va dopo 135 presenze in campionato Cristian Trapella, ceduto in compartecipazione al Piacenza. Arrivano invece il difensore Di Cintio dall'Atletico Catania e il centrocampista Brevi dalla Pro Sesto.
| Acquisti | Acquisti         | Acquisti         | Acquisti |
| R.       | Nome             | da               | Modalità |
| -------- | ---------------- | ---------------- | -------- |
| D        | Andrea Di Cintio | Atletico Catania |          |
| C        | Ezio Brevi       | Pro Sesto        |          |

| Cessioni | Cessioni          | Cessioni | Cessioni     |
| R.       | Nome              | a        | Modalità     |
| -------- | ----------------- | -------- | ------------ |
| C        | Cristian Trapella | Piacenza | comproprietà |

## Risultati

### Serie C1

#### Girone di andata
| 27 agosto 1995 1ª giornata | Monza | 0 – 0 | Fiorenzuola |  |

| 3 settembre 1995 2ª giornata | Fiorenzuola | 2 – 0 | Carpi |  |

| 10 settembre 1995 3ª giornata | Carrarese | 0 – 1 | Fiorenzuola |  |

| 17 settembre 1995 4ª giornata | Fiorenzuola | 1 – 0 | Alessandria |  |

| 24 settembre 1995 5ª giornata | Ravenna | 2 – 1 | Fiorenzuola |  |

| 1º ottobre 1995 6ª giornata | Fiorenzuola | 2 – 0 | Leffe |  |

| 8 ottobre 1995 7ª giornata | Modena | 0 – 1 | Fiorenzuola |  |

| 15 ottobre 1995 8ª giornata | Spezia | 2 – 1 | Fiorenzuola |  |

| 22 ottobre 1995 9ª giornata | Fiorenzuola | 2 – 1 | Brescello |  |

| 29 ottobre 1995 10ª giornata | Massese | 1 – 0 | Fiorenzuola |  |

| 12 novembre 1995 11ª giornata | Fiorenzuola | 2 – 1 | Saronno |  |

| 19 novembre 1995 12ª giornata | SPAL | 1 – 1 | Fiorenzuola |  |

| 26 novembre 1995 13ª giornata | Fiorenzuola | 1 – 1 | Prato |  |

| 3 dicembre 1995 14ª giornata | Empoli | 1 – 0 | Fiorenzuola |  |

| 10 dicembre 1995 15ª giornata | Fiorenzuola | 0 – 0 | Como |  |

| 17 dicembre 1995 16ª giornata | Montevarchi | 2 – 1 | Fiorenzuola |  |

| 30 dicembre 1995 17ª giornata | Fiorenzuola | 4 – 1 | Pro Sesto |  |

#### Girone di ritorno
| 7 gennaio 1996 18ª giornata | Fiorenzuola | 2 – 4 | Monza |  |

| 14 gennaio 1996 19ª giornata | Carpi | 2 – 0 | Fiorenzuola |  |

| 28 gennaio 1996 20ª giornata | Fiorenzuola | 1 – 0 | Carrarese |  |

| 4 febbraio 1996 21ª giornata | Alessandria | 0 – 0 | Fiorenzuola |  |

| 18 febbraio 1996 22ª giornata | Fiorenzuola | 0 – 1 | Ravenna |  |

| 25 febbraio 1996 23ª giornata | Leffe | 0 – 0 | Fiorenzuola |  |

| 3 marzo 1996 24ª giornata | Fiorenzuola | 2 – 1 | Modena |  |

| 10 marzo 1996 25ª giornata | Fiorenzuola | 1 – 2 | Spezia |  |

| 24 marzo 1996 26ª giornata | Brescello | 0 – 2 | Fiorenzuola |  |

| 31 marzo 1996 27ª giornata | Fiorenzuola | 0 – 0 | Massese |  |

| 7 aprile 1996 28ª giornata | Saronno | 1 – 0 | Fiorenzuola |  |

| 14 aprile 1996 29ª giornata | Fiorenzuola | 0 – 0 | SPAL |  |

| 21 aprile 1996 30ª giornata | Prato | 1 – 2 | Fiorenzuola |  |

| 5 maggio 1996 31ª giornata | Fiorenzuola | 2 – 1 | Empoli |  |

| 12 maggio 1996 32ª giornata | Como | 3 – 0 | Fiorenzuola |  |

| 19 maggio 1996 33ª giornata | Fiorenzuola | 2 – 1 | Montevarchi |  |

| 26 maggio 1996 34ª giornata | Pro Sesto | 1 – 1 | Fiorenzuola |  |

### Coppa Italia

#### Turni prelimari
| Arbitro: | Dagnello (Trieste) |

|                            |           |             |
| Bottazzi 70’ Clementi 108’ | Marcatori | 37’ Baronio |

| Arbitro: | Racalbuto (Gallarate) |

|                         |           |             |
| De Min 13’ Clementi 88’ | Marcatori | 38’ Dionigi |

#### Fase Finale
| Arbitro: | Cardona (Milano) |

|              |           |                      |
| Scazzola 24’ | Marcatori | 7’ Carbone 60’ Festa |

## Statistiche

### Statistiche di squadra
| Competizione         | Punti | Totale | Totale | Totale | Totale | Totale | Totale | DR |
| Competizione         | Punti | G      | V      | N      | P      | Gf     | Gs     | DR |
| -------------------- | ----- | ------ | ------ | ------ | ------ | ------ | ------ | -- |
| Serie C1             | 51    | 34     | 14     | 9      | 11     | 35     | 31     | +4 |
| Coppa Italia         |       | 3      | 2      | 0      | 1      | 5      | 4      | +1 |
| Coppa Italia Serie C |       | 4      | 1      | 2      | 1      | 2      | 4      | -2 |
| Totale               |       | 41     | 17     | 11     | 13     | 42     | 39     | +3 |

### Statistiche dei giocatori
Statistiche dei giocatori
| Giocatore    | Serie C1 | Serie C1 | Coppa Italia | Coppa Italia | Coppa Italia Serie C | Coppa Italia Serie C | Totale   | Totale |
| Giocatore    | Presenze | Reti     | Presenze     | Reti         | Presenze             | Reti                 | Presenze | Reti   |
| ------------ | -------- | -------- | ------------ | ------------ | -------------------- | -------------------- | -------- | ------ |
| A. Bottazzi  | 30       | 1        | 3            | 1            | ?                    | 0                    | 33+      | 2      |
| E. Brevi     | 18       | 1        | -            | -            | ?                    | 0                    | 18+      | 1      |
| E. Centanni  | 13       | 0        | 0            | 0            | ?                    | 0                    | 13+      | 0      |
| C. Clementi  | 33       | 8        | 3            | 2            | ?                    | 1                    | 36+      | 11     |
| R. Crippa    | 30       | 1        | 2            | 0            | ?                    | 0                    | 32+      | 1      |
| A. Da Rold   | 33       | 0        | 3            | 0            | ?                    | 0                    | 36+      | 0      |
| M. De Min    | 27       | 3        | 3            | 1            | ?                    | 0                    | 30+      | 4      |
| A. Di Cintio | 8        | 0        | -            | -            | ?                    | 0                    | 8+       | 0      |
| A. Ferronato | 28       | 0        | 2            | 0            | ?                    | 0                    | 30+      | 0      |
| P. Foglio    | 30       | 6        | 2            | 0            | ?                    | 0                    | 32+      | 6      |
| R. Galletti  | 28       | 1        | 3            | 0            | ?                    | 0                    | 31+      | 1      |
| O. Milanetto | 33       | 2        | 3            | 0            | ?                    | 1                    | 36+      | 3      |
| C. Nitti     | 26       | 5        | 2            | 0            | ?                    | 0                    | 28+      | 5      |
| M. Oddo      | 19       | 0        | 3            | 0            | ?                    | 0                    | 22+      | 0      |
| H. Rubini    | 34       | -31      | 3            | -4           | ?                    | -?                   | 37+      | -35+   |
| C. Scazzola  | 31       | 2        | 3            | 1            | ?                    | 0                    | 34+      | 3      |
| C. Trapella  | 10       | 1        | 3            | 0            | ?                    | 0                    | 13+      | 1      |
| P. Turrà     | 2        | 0        | 0            | 0            | ?                    | 0                    | 2+       | 0      |
| S. Vecchi    | 32       | 0        | 3            | 0            | ?                    | 0                    | 35+      | 0      |